# NGC 5106-2
NGC 5106-2 este o galaxie situată în constelația Fecioara. A fost descoperită în 23 ianuarie 1784 de către William Herschel. Se află la o distanță de 1.309 megaparseci de Pământ.